# Francisco das Chagas Rodrigues de Brito
Francisco das Chagas Rodrigues de Brito (Caxias, MA, 4 de outubro de 1964) é um ex-garimpeiro e mecânico autônomo condenado pela justiça como o assassino de diversas crianças no estado do Maranhão, mantendo em comum o vilipêndio e a emasculação das vítimas. Provas científicas o comprovaram como autor dos crimes quando peritos encontraram em sua residência diversos corpos, além de membros e fragmentos de meninos que haviam desaparecido. Indícios o colocam como real responsável pela série de crimes de mesmo modus operandi ocorrida no município paraense de Altamira, uma vez que o acusado morou na região por mais de 10 anos.

## Crimes
O caso de crianças pobres mortas em sequência na capital maranhense São Luís foi elucidado em 2004 a partir do assassinato do menor Jonahtan dos Santos que, antes de desaparecer, havia dito que iria se encontrar com o mecânico.
Preso como suspeito, o mecânico acabou confessando a morte de Jonahtan e outros 16 meninos, levando os investigadores à elucidação de assassinatos que ocorriam desde o ano de 1997, também no município de Paço do Lumiar e São José de Ribamar, sendo então encontradas duas ossadas no terreno da casa em que morava.
A falta de esclarecimento desses homicídios, negligentemente tratados ao longo dos anos, levou o Brasil a ser denunciado por organizações junto à Corte Interamericana de Direitos Humanos, da OEA.
Os crimes do mecânico se estenderam também pela cidade paraense de Altamira, perfazendo um total de 42 crianças mortas e emasculadas.
Em seus crimes o assassino, que revelava nítidas características psicopatas (procura se justificar, total ausência de piedade, constrói mentiras), abusava sexualmente das suas vítimas e, após matá-las, as mutilava, cortando as orelhas, os dedos e todas as suas vítimas foram emasculadas.